# Paolo Amodio
Paolo Amodio (* 28. Mai 1973) ist ein ehemaliger luxemburgischer Fußballspieler mit italienischen Wurzeln. Heute arbeitet er als Trainer im Luxemburg.

## Als Spieler

### Verein
Amodio stammt aus der Jugend des AS Differdingen und spielte anschließend für die Vereine Jeunesse Esch, FC Progrès Niederkorn und den FC Differdingen 03. Mit Jeunesse wurde Amodio sechsmal Meister und gewann dreimal den nationalen Pokal. Seine aktive Karriere beendete er 2011 beim unterklassigen Verein FC The Belval Belvaux.

### Nationalmannschaft
Er gab am 10. November 1996 beim WM-Qualifikationsspiel gegen Russland nach Einwechslung sein Debüt für die Nationalmannschaft. Bis November 1998 kam er auf zehn Länderspieleinsätze, in denen er meist als Einwechselspieler diente. Beim einzigen Spiel, bei dem er von Beginn an in der Nationalmannschaft stand, das WM-Qualifikationsspiel am 7. September 1997 gegen Zypern, erzielte er sein einziges Länderspieltor.

## Als Trainer
Nachdem er von 2009 bis 2011 den FC The Belval Belvaux als Spielertrainer betreute, wurde er zur Saison 2011/12 Cheftrainer beim FC Differdingen 03, für den er bis 2009 als Spieler aktiv war.
Nach nur einer Spielzeit verließ er Differdingen.
Ab Oktober 2012 trainierte er den FC Progrès Niederkorn.
Anfang Mai 2014 wurde bekannt, dass er den Verein trotz laufenden Vertrages zum Ende der Saison 2013/14 verlässt. In der Saison 2014/15 war er Trainer des luxemburgischen Zweitligisten FC Titus Lamadelaine. Nachdem FC Titus Lamadelaine mit dem Verein CS Petingen fusionierte, übernahm er das Traineramt beim neugegründeten Verein Union Titus Petingen. Am 30. September 2016 wurde Amodio entlassen und kehrte nur 18 Tage später als Trainer zu Progrès Niederkorn zurück.
In der Saison 2017/18 führte er den FC Progrès zur Vizemeisterschaft. Dort wurde Amodio am 3. Oktober 2018 nach fast zwei Jahren gemeinsam mit Co-Trainer Emilio Lobo wegen sportlicher Erfolglosigkeit entlassen. Anschließend trainierte er erneut über zwei Jahre seinen ehemaligen Verein FC Differdingen 03. Nachdem Amodio öffentlich bekannt gegeben hatte, dass er Differdingen zum Saisonende 2020/21 verlassen würde, wurde er nach einer 1:2-Niederlage gegen US Bad Mondorf am 22. März 2021 vorzeitig entlassen.

## Erfolge
- Luxemburgischer Meister: 1995, 1996, 1997, 1998, 1999, 2004
- Luxemburgischer Pokalsieger: 1997, 1999, 2000